# 国内法化
国内法化（こくないほうか、英: Transposition）とは、複数の国に適用される国際条約や指令などの規定を遵守するため、各国の事情に合わせて国内法を整備・調和する法的手続である。条約や指令などは一般的に守るべき権利や達成すべき目標を抽象的に述べるに留まっていることから、加盟国に結果を出すことを求めているに過ぎない。そこで各国は、既存の国内法を改正あるいは新規法案を成立させることで、条約が求める結果を具体的にどのように実現するか、個別に定めていく必要がある。

## 欧州連合
欧州連合法（EU法）においては、「規則」(Regulation)、「指令」(Directive)、「決定」(Decision) の3種類が存在する。このうち規則と決定は、EU加盟国の個人や企業・団体などを直接的に拘束することができるため国内法化は発生しないが、間接的な効果しかない指令は国内法化が必要とされる。
たとえば国境を越えた医療費の払戻しについて、EU加盟国共通ルールを定める場合、規則ではなく指令が用いられている。これは元々、各国の健康保険制度や自己負担額などがバラバラなため、規則で一律の医療費払戻しを手順化するのは現実的ではないためである。そこでEUでは実際に、患者権利指令 (2011/24/EU) を2011年に成立させている。この患者権利指令に基づき、EU加盟国が適切な実施措置を各国内で可決することによって、指令を発効させる一連の手続を国内法化と呼ぶ。
EU指令の国内法化は、EU機能条約の第288条第3段で「達成すべき結果につき名宛人たるすべての加盟国を拘束するが、形式および手段についての選択は国内機関に委ねる」と定められている。指令そのものが発効してから、国内法化を完了させるまでの導入期限は、指令ごとに個別設定される。
EUにおける国内法化は通常、一次立法（固有の立法権限を有する国家機関による立法）又は二次立法（一次立法による授権により立法権限を与えられた国家機関による立法）のいずれかによって行われる。欧州委員会は、意図どおりの結果を達成するため、国内法化が適時に正しく行われ、実施されているかどうかを綿密に監視している。国内法化が不適切な場合、その原因は立法不作為（特定の規定は除く。）、放散（的を外した射程、定義又は要件）、「金メッキ gold-plating 」（指令の要求を超えること）、「二重堤防 double-banking 」（既存の国内法とEU指令との重複）、又は「這い寄る規制 regulatory creep 」（熱心すぎる法執行、あるいは規制の状況が不確実な国家）のいずれかが考えられる。
欧州委員会は、指令の国内法化が不適切な国を相手取って、欧州司法裁判所に訴えを提起することができる。加えて、加盟国の個人又は企業も、EU指令が誤って国内法化され若しくは国内法化の進捗が遅滞しているとき、又は「EU法の条項又は理念に適合しないと考えられる、何らかの措置（法律、規則若しくは行政行為）若しくは加盟国に帰責すべき実務慣行があるとき」は、欧州委員会に異議を申し立てることができる。
欧州委員会は、EUの法令がどのように国内法化されたかを要約した年次報告書を、国及び部門当たりの違反の数及び類型の統計とともに公表している。

## 註釈
1. ↑  英語の動詞 "Transpose" には2つの物の位置や内容を交換する、あるいは一方から他方に移し替えるといった意味があり[1]、法学以外の領域では一般的には「転置」の訳語が充てられる[2]。

### 引用文献
- 庄司克宏『はじめてのEU法』有斐閣、2015年12月。ISBN 978-4-641-04816-4。